# 1989년 월드 시리즈
1989년 월드 시리즈(1989 World Series)는 오클랜드 애슬레틱스 (99-63)와 샌프란시스코 자이언츠 (92-70) 사이에 치러진 월드 시리즈로, 애슬레틱스는 이 해에 우승으로 통산 9번째 우승을 차지했다. 반면 자이언츠는 1962년 이후 내셔널 리그에서 우승했으나 같은 서부 지구에 있는 애슬레틱스에게 4전 전패하여 굴욕을 맛보았다. 이 해의 월드시리즈는 1989년 로마프리타 지진으로 잠시 연기되기도 하였다.

## 시리즈 결과

### 1차전
1989년 10월 14일, 미국 캘리포니아주 오클랜드, O.co 콜리세움
| 팀 | 1 | 2 | 3 | 4 | 5 | 6 | 7 | 8 | 9 | R | H  | E |
| 샌프란시스코                                                                                              | 0 | 0 | 0 | 0 | 0 | 0 | 0 | 0 | 0 | 0 | 5  | 1 |
| 오클랜드                                                                                                  | 0 | 3 | 1 | 1 | 0 | 0 | 0 | 0 | X | 5 | 11 | 1 |
| 승리 투수: 데이브 스튜어트 패전 투수: 스캇 갈렛 홈런: OAK – 데이브 파커 (3회 1점) , 월트 와이스 (4회 1점) |   |   |   |   |   |   |   |   |   |   |    |   |

### 2차전
1989년 10월 15일, 미국 캘리포니아주 오클랜드, O.co 콜리세움
| 팀                                                                              | 1 | 2 | 3 | 4 | 5 | 6 | 7 | 8 | 9 | R | H | E |
| 샌프란시스코                                                                    | 0 | 0 | 0 | 0 | 0 | 0 | 0 | 0 | 0 | 1 | 4 | 0 |
| 오클랜드                                                                        | 1 | 0 | 0 | 4 | 0 | 0 | 0 | 0 | X | 5 | 7 | 0 |
| 승리 투수: 마이크 무어 패전 투수: 릭 류스켈 홈런: OAK – 테리 스테인뱃 (4회 3점) |   |   |   |   |   |   |   |   |   |   |   |   |

### 3차전
1989년 10월 27일, 미국 캘리포니아주 샌프란시스코, 캔들스틱 파크
| 팀 | 1 | 2 | 3 | 4 | 5 | 6 | 7 | 8 | 9 | R  | H  | E |
| 오클랜드 | 2 | 0 | 0 | 2 | 4 | 1 | 0 | 4 | 0 | 13 | 14 | 0 |
| 샌프란시스코 | 0 | 1 | 0 | 2 | 0 | 0 | 0 | 0 | 4 | 7  | 10 | 3 |
| 승리 투수: 데이브 스튜어트 패전 투수: 스캇 갈렛 홈런: OAK – 데이브 헨더슨 (4회 1점, 5회1점) , 토니 필립스(4회 1점) , 호세 칸세코 (5회 3점) , 캐니 랜스포드 (6회 1점) SFG – 맷 윌리엄스(2회 1점), 빌 베이어(9회 3점) |   |   |   |   |   |   |   |   |   |    |    |   |

### 4차전
1989년 10월 28일, 미국 캘리포니아주 샌프란시스코, 캔들스틱 파크
| 팀 | 1 | 2 | 3 | 4 | 5 | 6 | 7 | 8 | 9 | R | H  | E |
| 오클랜드 | 1 | 3 | 0 | 0 | 3 | 1 | 0 | 1 | 0 | 9 | 12 | 0 |
| 샌프란시스코 | 0 | 0 | 0 | 0 | 0 | 2 | 4 | 0 | 0 | 6 | 9  | 0 |
| 승리 투수: 마이크 무어 패전 투수: 돈 로빈슨 세이브: 데니스 에커슬리 홈런: OAK – 리키 헨더슨 (1회 1점) SFG – 케빈 미첼 (6회 2점) 그렉 리튼 (7회 2점) |   |   |   |   |   |   |   |   |   |   |    |   |

## 같이 보기
- 1989년 일본 시리즈